# Худяков, Пётр Кондратьевич
Пётр Кондратьевич Худяков (1858, Владимирская губерния — 17 сентября 1935) — российский и советский учёный в области прикладной механики, заслуженный профессор Императорского технического училища, заслуженный деятель науки и техники РСФСР (1933), Герой Труда (1928).
Один из учёных — основателей теории машин и механизмов, основатель Московской школы конструкторов-машиностроителей. Награждён Орденом Трудового Красного Знамени (1928).

## Биография
Пётр Кондратьевич Худяков родился 20 февраля (4 марта) 1858 года. Согласно автобиографии, он указывал датой рождения 20 февраля, хотя актовая запись о рождении свидетельствует о дате 16 февраля (1 марта) 1858 года. Место рождения — село Иваново Владимирской губернии в крестьянской семье. Отец, Кондратий Петрович, был вознесенским мещанином, занимался хлебопашеством и торговлей миткалем, но разорился с появлением механических станков и стал заниматься извозным промыслом.
Исключительно способный мальчик, в десятилетнем возрасте Пётр Худяков был направлен на обучение в Московское техническое училище (позднее ИМТУ), став стипендиатом городской думы Иваново-Вознесенска. Стипендиатом он был избран по жребию в честь рождения в этом году Николая II, хотя решение о ежегодной стипендии было принято Думой ранее. Впоследствии, получив значительный достаток, он вернул городу все деньги, потраченные на его обучение. В городском ремесленном училище Иваново-Вознесенска он учился под руководством инженера-механика П. Л. Комарова, который часто занимался дополнительно со своим учеником. В Москве его готовил к поступлению инженер-механик П. П. Петров.
В 1877 году он окончил Московское техническое училище со званием инженера-механика и золотой медалью за сочинение «Обработка металлов прокаткой, проковкой и прессованием». Своим дорогим учителем он называл профессора Николая Егоровича Жуковского, другими его учителями были П. П. Панаев, Ф. Е. Орлов, А. В. Летников, В. А. Малышев, Д. Н. Лебедев, И. Н. Баженов, А. Х. Ганс.
После окончания обучения в течение года он работал на Тамбово-Саратовской железной дороге слесарем депо, кочегаром паровоза, помощником машиниста и машинистом пассажирских поездов.
В 1878 году П. К. Худяков обратился с прошением к директору Императорского технического училища с целью получить разрешение на занятие должности ассистента на кафедре механики. В 1879 году, после защиты диссертации «Инжектор в применении к питанию парового котла», получил звание учёного инженер-механика и стал доцентом на кафедре машиностроения. Материал для диссертации был собран им в ходе непосредственной работы с производителями инжекторов и на железных дорогах. С 1882 года стал руководителем проектирования машин.
В 1883 году, получив рекомендации, он был командирован на полтора года в Германию для ознакомления с преподаванием машиностроения в высших технических школах и новейшими достижениями промышленности. Помимо Германии он побывал также во Франции, Австрии и Швейцарии. Вторая заграничная командировка длилась с 15 мая по 1 сентября 1885 года, целью было изучение английских металлургических и машиностроительных заводов и посещение Всемирной выставки в Антверпене.
Вторую диссертационную работу «Графический метод расчета многоцилиндровых паровых машин», опубликованную 17 февраля 1886 года, Худяков защитил в 1890 году. После защиты он был утверждён профессором Императорского московского технического училища. Он стал единственным профессором училища, получившим это звание по итогам защиты диссертаций. В 1895 году он стал заведующим кафедрой прикладной механики. В 1904 году получил звание заслуженного профессора.
Худяков читал студентам все машиностроительные курсы — сопротивление материалов, построение деталей машин, подъёмных кранов, насосов, водяных турбин. Он также издал ряд учебных пособий, включая «Атлас деталей машин» (все чертежи выполнил лично) и «Атлас поршневых насосов» (1891), а также курсы «Сопротивление материалов» (1898) и «Построение насосов» (1899), где предложил собственную классификацию насосов. Одним из его первых учеников был инженер-механик А. А. Микулин. Всего Худяков подготовил 3 академиков, 100 научных работников и 3 профессоров. Результаты проектировочной деятельности под его руководством были отмечены на выставках в Нижнем Новгороде (1896) и Париже (1900).
В 1892 году был избран вице-председателем Политехнического общества, затем был его председателем. Он организовал издание «Бюллетеня» общества и активно участвовал в сборе средств на строительство Дома Политехнического общества, внеся значительную сумму личных средств. Он также был активным сотрудником журнала «Технический сборник и вестник промышленности», редактируя статьи и публикуя собственные. В знак благодарности за его труды Политехническое общество избрало его почётным членом и учредило капитал его имени для помощи беднейшим ученикам училища.
Преподавательскую деятельность в Техническом училище он совмещал с ведением курса сопротивления материалов в Техникуме Политехнического общества в 1919—1920 годах, в железнодорожном училище при Московско-Казанской железной дороге и в Женском политехническом институте в 1920—1922 годах, в Институте гражданских инженеров и в Московском институте инженеров транспорта.
Занимал активную гражданскую позицию; в 1907 году была напечатана его книга «Путь к Цусиме» о русско-японской войне. В книге он критиковал неподготовленность флота и командования, что требовало большого гражданского мужества. Выручка от продажи книги пошла на образование капитала имени «Цусимских героев» при Политехническом обществе для помощи детям погибших выпускников училища.
Основатель Московской школы конструкторов-машиностроителей.
Поддерживал связь с родным городом Иваново-Вознесенском. В 1902 году учредил при городской думе капитал для стипендии бедным и способным студентам — уроженцам города, обучающимся в высших технических учебных заведениях. В 1904 году учредил второй благотворительный капитал для помощи семьям, пострадавшим из-за мобилизации в связи с русско-японской войной, позднее этот капитал стал использоваться для помощи нуждающимся семьям города в целом. При учреждении капиталов он отмечал, что таким образом возвращает «зерно добра», посеянное городом при назначении его стипендиатом в детстве.
В декабре 1923 году он был избран членом Московского совета рабочих, крестьянских и красногвардейских депутатов от студентов, преподавателей, рабочих и служащих МВТУ. В апреле 1924 года его избрали членом Московского Губисполкома.
В 1928 году награждён Орденом Трудового Красного Знамени и стал Героем Труда (1928); 1933 году получил звание заслуженного деятеля науки и техники РСФСР.
Умер 17 (30) сентября 1935 года.

## Награды
- Орден Трудового Красного Знамени (1928)[20]
- Герой Труда (1928)
- Заслуженный деятель науки и техники РСФСР (1933)
- Заслуженный профессор (1904)